# Horná Potôň
Horná Potôň és un poble i municipi d'Eslovàquia que es troba a la regió de Trnava, a l'oest del país.

## Història
La primera menció escrita de la vila es remunta al 1255.

## Demografia
| Godina             | 1994 | 2004   | 2014    | 2024    |
| ------------------ | ---- | ------ | ------- | ------- |
| Nombre de persones | 1841 | 1762   | 1972    | 2260    |
| Diferència         |      | −4,29% | +11,91% | +14,60% |

| Godina             | 2023 | 2024   |
| ------------------ | ---- | ------ |
| Nombre de persones | 2206 | 2260   |
| Diferència         |      | +2,44% |